# 綿井永寿
綿井 永寿（わたい えいじゅ、1928年11月20日 - 1998年5月30日）は、愛媛県出身の元ラグビー選手及び同指導者で、日本体育大学第６代学長。

## 来歴
現役時代のポジションは、フランカー(FL)。
旧制北予中学、中央大学出身。
後に、日本体育大学ラグビー部の監督に就任。いわゆる、「早慶明」の伝統校に打ち勝つためには、走り勝たねばならないという信条の下、『ランニングラグビー』を確立した。

### 1969年度の日本一
1969年度、有賀健らを擁して関東大学ラグビー対抗戦グループで初優勝をもたらすと、続く第6回全国大学ラグビーフットボール選手権大会でも決勝で早稲田大学（以下、早稲田）を11-9で下し初優勝。そして続く第7回日本ラグビーフットボール選手権大会では、社会人代表がなかなか決まらず、すったもんだの末、富士鐵釜石（後の新日本製鐵釜石ラグビー部、現 釜石シーウェイブス）が出場することになったが、29-13でこれを撃破し、早稲田に続いて、大学チームとしては史上3校目となるラグビー日本一を果たした。